# Centro Velico Caprera
Centro Velico Caprera (CVC) – jest jedną z najstarszych szkół żeglarstwa we Włoszech, a także jedną z największych w obrębie Morza Śródziemnego. Od czasu jej założenia w 1967 roku uczęszczało tu ponad 100 000 kursantów. Biuro szkoły mieści się w La Maddalena i główna baza znajduje się na wyspie Caprera, które znajdują się na Sardynii. CVC jest to organizacja non-profit i jest członkiem ISSA (International Sailing School Association), oraz od początku roku 2010 także centrum treningowym RYA (Royal Yachting Association).

## Historia CVC
Szkoła została stworzona w 1967 roku na podstawie pomysłu Vittorio di Sambuy i Marco Notarbartolo di Sciara, który był w tym czasie przewodniczącym Lega Navale Italiana (sekcja Milan). Ta dwójka otrzymała do dyspozycji ziemie, na której "Centro dall'Ammiraglio Alessandro Michelagnoli" zostało zbudowane. Franco Brambilla, przewodniczący włoskiego Touring Club zagwarantował dodatkowe wsparcie logistyczne i administracyjne, a zatem Touring Club przyczynił się do powstania CVC. Ostatecznie Guido Colnaghi, który reprezentował francuski związek Ecole des Glenan’s we Włoszech wykształtował podejście do uczenia, które wyróżniało CVC od tego momentu. Do założycieli Navale sezione di Milano i Touring Club zostało później dołączone Associazione Allievi w 1975 roku.

## Cele szkoły i przeprowadzane kursy
Celem głównym Centro Velico Caprera jest nauka podstawowej wiedzy żeglarskiej poprzez trening i praktykę, zapewniające stały rozwój żeglarza. Następnym celem jest zapoznanie się i zrozumienie zasad zachowania morza i wiatru. Jest to niezbędne szczególnie podczas dłuższych podróży żeglarskich. Z tego powodu życie i nauka w szkole modelowana jest tak, aby przypominała życie członka załogi.
Są trzy poziomy kursów:
- pierwszy (początkujący) – żaglówki klasy laser, małe łodzie kabinowe
- drugi – żaglówki klasy laser, krótkie rejsy w łodziach kabinowych
- trzeci – wyścigowe żaglówki, dłuższe rejsy w łodziach kabinowych

## Lokalizacja szkoły
Szkoła CVC mieści się na południowo-zachodniej części wyspy Caprera, pomiędzy Punta Coda i zatoką Porto Palma i składa się z 3 oddzielnych baz. Po stronie Punta Coda znajduje się baza dla początkujących, składająca się z baraków, sali lekcyjnych oraz kawiarni. Druga baza zlokalizowana jest u stóp Monte Fico i przeznaczona jest dla średnio-zaawansowanych. Trzecia baza na zachodnim krańcu Porto Palma przeznaczona jest dla studentów pływających na łodziach kabinowych. Ponadto CVC posiada stolarnie, sklep oraz centrum naprawy żagli.

## Życie w bazie
Typowy dzień w CVC przebiega według ściśle określonego planu, który musi być przestrzegany przez wszystkich studentów. Przez większość dni studenci uczestniczą w lekcjach teoretycznych oraz praktycznych z przerwami na posiłek. Każdy student musi także uczestniczyć w "comandata" raz na tydzień. Polega to na czyszczeniu bazy i pomocy w kuchni.

## Instruktorzy
Instruktorami w CVC są wolontariusze, którzy zostają wybrani spośród najlepszych studentów. Po selekcji, opartej na wiedzy technicznej oraz umiejętnościami socjalnymi wybrany student musi przejść program treningowy (wiosną lub jesienią) w celu zostania instruktorem.
Pozycje instruktorskie to:
- Asystant (AdV)
- Instruktor (Is)
- Kapitan łodzi ratunkowej (CB)

Podczas każdego kursu jest główny instruktor:
- Główny instruktor kursu (CT)

Baza zarządzana jest przez:
- Przewodniczący bazy

Wyróżnia się także:
- Przewodniczący zajęć (AT)

który rozdziela zajęcia dla studentów podczas "comandata".

## Flota
Aktualnie (2014) the CVC posiada następujące jednostki:
Początkujący:
- 17 Laser Bahia
- 35 Laser 2000
- 11 Topaz Argo
- 6 Dehler 25

Drugi poziom:
- 12 Laser Vago
- 6 First 25.7
- 3 SunFast 3200

Trzeci poziom:
- 4 RS 500
- 2 J80
- 2 First 40.7

Łodzie ratunkowe:
- 12 motorówek.